# Mathilde-kruis

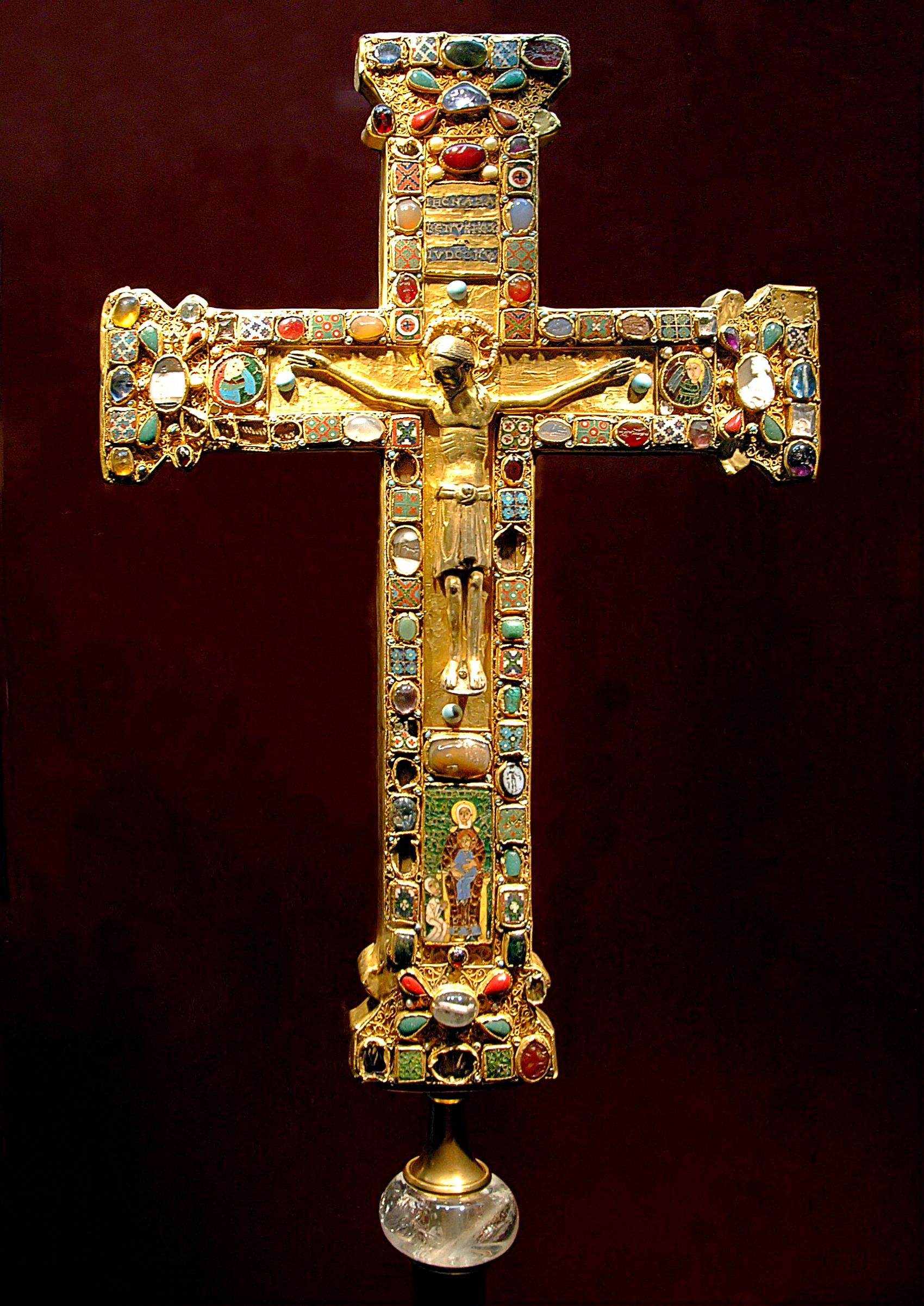
Het Mathilde-kruis in de tentoonstelling Gold vor Schwarz 2008

Het Mathilde-kruis is een processiekruis uit de Essener domschat, dat onder de Essener abdis Theophanu (gestorven 1058) werd vervaardigd. Het kruis ontleent zijn naam aan abdis Mathilde, die in emaille op het langere deel van het kruis als stichterin staat afgebeeld. Het kruis, dat ook vaak het jongere of tweede Mathilde-kruis wordt genoemd, staat in een artistieke samenhang met het ongeveer 60 jaar oudere Otto-Mathilde-kruis, dat ook wel wordt aangeduid als het "oudere" of eerste Mathilde-kruis en het staat in een artistieke relatie tot het kruis met de grote Senkschmelzen. Het Mathilde-kruis wordt onder het inventarisnummer Essener domschat, Inv.nr. 4, in de Essen domschatkamer bewaard. 

## Beschrijving
Het Mathildhe-kruis is 45 cm hoog en 30,5 cm breed, de dwarsbalken zijn 6,3 cm breed en 2,2 cm dik. Het kruis bestaat uit een met goudblik beslagen eikenhouten kern. Onder het kruis bevindt zich een moderne glazen bal als nodus. De uiteinden van het Latijns kruis zijn atypisch verbreed. De smalle zijkanten en de achterkant van het Mathilde-kruis zijn met verguld koperblik beslagen, op de rugzijde versierd met een punzierte Agnus Dei, dat door een eveneens punziert evangelistensymbool wordt begeleid. Het kruisbeeld op de voorzijde is uit brons gegoten, verguld en heeft drie holten, twee in de rug en een aan de achterkant van het hoofd, die relikwieën bevatten. Het kruisbeeld wordt rechts en links door twee ronde emaillen vergezeld met daarop de personificaties van de zon en de maan; elk van deze emailles wordt met vier paarlen en filigraan omgeven. Boven het kruisbeeld is de uit een emaille bestaande kruisinscriptie IHCNAZA / RENUS REX / IVDEORV aangebracht. Daarboven is een grote rode, door vier paarlen omgeven steen aangebracht.

## Voetnoten
1. ↑   De in de literatuur meermaals aangetroffen bewering dat het een zilveren kruisbeeld betreft, is volgens Pawlik, Reliquien und Reliquiare im Essener Stift – ein Inventar, blz. 286, noot 71 onjuist.